# Чернила (фильм)
«Инк» (англ. Ink) — фильм режиссёра Джеймина Уайнэнса. Фильм создан независимой компанией Double Edge Films, принадлежащей режиссёру.

## Сюжет
Параллельно с реальным миром существует мир снов. Во время бодрствования человека, мир снов может влиять на его мысли. Когда люди засыпают, их сознание погружается в этот мир целиком. За то, какими будут сны человека борются две силы: добра и зла. Джон и Эмма — отец и дочь. Попав в этот мир сна, они борются за свои души. 

## В ролях
- Кристофер Сорен Келли — Джон
- Дженнифер Баттер — Алель
- Джессика Даффи — Лив
- Куин Ханчар — Эмма
- Джереми Мейк — Джейкоб
- Шелби Мэлоун — Сара
- Стив Сили —  Рон